# 花枝的故事
《花枝的故事》是中国大陆制作的一部动画，该动画是根据导游花枝的故事进行改编，该作获得第三批优秀国产动画片。

## 剧情
花枝出生于一个穷苦人家，后来靠着自己的努力走向社会，并在之后成为了一个优秀的导游，甚至在出危险的时候主动帮助游客。

## 外部連結
- 豆瓣电影上《花枝的故事》的資料 （简体中文）
- 观看地址（bilibili）